# Csekonics Imre
Csekonics Imre (Kőszeg, 1759. november 8. – Kőszeg, 1830. november 30.) táblabíró, majd szolgabíró, jeles katona.

## Élete
Csekonics Pál, kerületi táblai ügyvéd és Kanicsár Mária nemesasszony második fiúgyermekeként született, két évvel bátyja, József után. Bátyjával ellentétben apja hivatását folytatva jogi tanulmányokat folytatott, néhány évvel később már Vas vármegye táblabírájaként említik. 1790-ben a vasi főispán a körmendi járás szolgabírójává nevezte ki. 1809-ben a francia seregek ellen harcolt, annyira kiemelkedően, hogy a hadsereg fővezényletétől vitézségéért elismerő okiratot is kapott.

## Családja
Zechetner Terézt nemeskisasszonyt vette feleségül, egy gyermekükről tudni:
- Ferenc (1783-1872) katona, őrnagy, az orosz Vladimir-rend IV. osztályával kitüntetve; felesége: Angerfy Lujza